# Hamburg European Open 2023
Hamburg European Open 2023 — тенісний турнір, що проходив на ґрунтових кортах у місті Гамбург, Німеччина з 24 липня. Належав до категорій ATP 500 та WTA 250.

## Фінальна частина

### Чоловіки, одиночний розряд
Александр Зверєв —  Ласло Дьоре 7–5, 6–3

### Жінки, одиночний розряд
Аранча Рус —  Нома Нога Акугве 6–0, 7–6(7–3)

### Чоловіки, парний розряд
Кевін Кравіц /  Тім Пюц —  Сандер Жіє /  Йоран Вліґен 7–6(7–4), 6–3

### Жінки, парний розряд
Анна Даніліна /   Олександра Панова —  Міріам Колодзєйова /  Анджела Куліков 6–4, 6–2